# Harold et Kumar chassent le burger
Série
Harold et Kumar s'évadent de Guantanamo
(2008)
Pour plus de détails, voir Fiche technique et Distribution.
Harold et Kumar chassent le burger (Harold and Kumar Go to White Castle) est un film américano-canadien réalisé par Danny Leiner en 2004.

## Synopsis
Kumar Patel (Kal Penn), étudiant en médecine brillant mais fainéant, et Harold (John Cho), petit employé exploité par ses collègues, sont tous deux fumeurs notoires de marijuana. Ils se lancent dans une quête mouvementée à travers l'État du New Jersey pour atteindre un restaurant White Castle, qui vend de délicieux hamburgers. Mais de terribles épreuves les attendent.

## Fiche technique
- Titre original : Harold and Kumar Go to White Castle
- Titre français : Harold et Kumar chassent le burger
- Réalisation : Danny Leiner
- Scénario : Jon Hurwitz et Hayden Schlossberg
- Direction artistique : Bob Sher
- Décors : Steve Rosenzweig
- Costumes : Alex Cavanagh
- Photographie : Bruce Douglas Johnson
- Montage : Jeff Betancourt
- Musique : David Kitay
- Production : Greg Shapiro
- Sociétés de production : Endgame Entertainment, Kingsgate Films, New Line Cinema, Harold et Kumar, Senator International
- Société(s) de distribution : New Line Cinema
- Budget : 9 millions de dollars américains
- Pays d’origine :  États-Unis,  Canada
- Langue originale : anglais
- Format : couleur - 35 mm - 1,85:1 - son Dolby Digital
- Genre : comédie, aventure
- Durée : 88 minutes
- Dates de sortie : 
  -  États-Unis,  Canada : 30 juillet 2004
  -  Belgique : 29 septembre 2004
  -  Allemagne : 14 octobre 2004
  -  France : 15 mars 2007 (sorti directement en DVD)

Source : IMDb

## Distribution
- John Cho (VF : Maël Davan-Soulas ; VQ : Philippe Martin) : Harold Lee
- Kal Penn (VF : Serge Faliu ; VQ : Sébastien Reding) : Kumar Patel
- Neil Patrick Harris (VF : Vincent Ropion ; VQ : Joël Legendre) : Neil Patrick Harris[2],[3]
- Eddie Kaye Thomas (VF : Julien Sibre) : Rosenberg
- David Krumholtz (VQ : Martin Watier) : Goldstein
- Paula Garcés : Maria Quesa Dilla
- Ethan Embry : Billy Carver
- Robert Tinkler : J. D.
- Fred Willard : Dr Willoughby
- Steve Braun : Cole
- Siu Ta (VF : Caroline Santini) : Cindy Kim
- Bobby Lee : Kenneth Park
- Dov Tiefenbach (VQ : Hugolin Chevrette-Landesque) : Bradley
- Kate Kelton : Christy
- Brooke D'Orsay : Clarissa
- Errol Sitahal : Dr Patel, le père de Kumar
- Shaun Majumder : Saikat Patel, le frère de Kumar
- Ryan Reynolds (VF : Pierre Tessier ; VQ : François Godin) : l'infirmier
- Boyd Banks : un patient aux urgences
- Christopher Meloni (VF : Jérôme Rebbot ; VQ : Benoit Rousseau) : « Freakshow » (« Film d'horreur ») (« Face de cul » en VQ)
- Malin Åkerman (VF : Marie-Eugénie Maréchal) : Liane, la femme de « Film d'horreur » (« Face de cul » en VQ)
- Gary Anthony Williams : Tarik
- Gary Archibald : Nathaniel Brooks
- Jon Hurwitz : Tony
- Sandy Jobin-Bevans (VQ : Patrick Chouinard) : officier Palumbo
- John Boylan (en) : l'officier Brucks
- Hayden Schlossberg : Hayden
- Jordan Prentice : le sac géant de Weed
- Dan Bochart : le Punk du sport extrême no 1
- Mike Sheer : I'm So High Kid
- Christopher Thompson : Don't You Wanna Be Cool Kid
- Angelo Tsarouchas : l'homme du péage
- Jamie Kennedy : l'homme effrayant
- Thea Andrews (VF : Caroline Santini) : la journaliste TV
- Anthony Anderson : l'employé du Shack Burger
- Albert Howell : le garde de sécurité

 Source et légende : version française (VF) sur RS Doublage ; version québécoise (VQ) sur Doublage.qc.ca

## Bande originale
La bande originale de Harold et Kumar chassent le burger est sortie le 27 juillet 2004. Elle contient 16 chansons utilisées dans le film.
Track list
1. Chick Magnet - MxPx
2. One Good Spliff - Ziggy Marley / The Melody Makers
3. Yeah (Dream of Me) - All Too Much
4. Righteous Dub - Long Beach Dub All Stars
5. Shunk One - Kottonmouth Kings
6. Same Old Song - Phunk Junkeez
7. White Castle Blues - The Smithereens
8. Crazy On You - Heart
9. Cameltoe - Fannypack
10. Kinda High, Kinda Drunk - Coolio
11. Mary Jane - Rick James
12. I Wanna Get Next to You - Rose Royce
13. Hold On - Wilson Phillips
14. Ridin’ - Classic & 86
15. 5ves - Heiruspecs
16. Total Eclipse of the Heart - Nicki French

Titres apparaissant dans le film, mais qui ne sont pas sur la B.O. :
1. Also Sprach Zarathustra - David Kitay
2. Baby Baby - Amy Grant
3. Ballin’ Boy - No Good
4. Click Click Pow - Lexicon (le titre original de la chanson est It's the L)
5. Dance of the Warrior - Zion I
6. Fall In Line" - Phunk Junkeez
7. Faraway - Dara Schindler
8. Gangsta Gangsta - J. O'Neal / D. Black
9. Girl From Ypsilanti - Daniel May
10. I Wanna Get Next To You - Rose Royce
11. Let's Get Retarded - Black Eyed Peas (il s'agit de la version plus lente, non éditée, de leur hit radio Let's Get it Started)
12. Looney - Moonshine Bandits
13. Mariachi Speier - Eric Speier
14. On the Ganges - Matt Hirt
15. Rock to the Rhythm - Lexicon (le nom actuel de la chanson est Rock)
16. Rock Your Body 2004 - Stagga Lee

## Autour du film
Le film a deux suites : Harold et Kumar s'évadent de Guantanamo sorti en 2008 et A Very Harold and Kumar 3D Christmas, sorti en 2011